# ケニーとチンピー
ケニーとチンピー（Kenny and the Chimp）はカートゥーン ネットワークで放映中の海外アニメKND ハチャメチャ大作戦の作者による別シリーズのエピソードで、形式上日本版KNDの第1話Bパートとなっている。
作者のトム・ウォーバートンは元々このケニーとチンピーをカートゥーンネットワークのレギュラーシリーズ化する構想を組み立てていたが、番組投票の結果ケニーとチンピーより、彼らの隣に住んでいる子供たち（“Kids Who Lived Next Door”）のエピソードのほうが好評だったために、急遽路線をそちらに変更した。
日本初放送は2004年9月4日。

## あらすじ
近所の少年ケニーに研究所の留守番と掃除を頼んで出かけていったギリギリ教授。しかしいたずら好きのチンパンジーのチンピーによって、怪しい薬だらけの研究所はとんでもない状態になってしまう。

## 主な登場人物
- ケニー(Kenny)

声 ｰ 峯香織
トラブルに巻き込まれがちな少年。なぜかギリギリ教授から嫌われていたものの留守番を任される。
- チンピー(Chimpy)

声 ｰ 柴田創一郎
ケニーの飼っているチンパンジー。ギリギリ教授から好かれている。低能ゆえに悪気はないものの、いたずらが大好き。
- ギリギリ教授(Professor Triple-Extra Large)

ケニーの近所に住むマッドサイエンティスト。怪しいウイルス薬品を扱う。片腕が実験のせいで蟹の腕になっている。

## 補足
内容は古典的な形式を踏襲したカートゥーンらしいドタバタコメディとなっている。
終盤には、アイスクリーム運送のナンバー1（ナイジェル・ウノ）によく似たメガネの配達員が登場する。声はナンバー1と同じ鈴木正和が担当している
なお、ギリギリ教授は後にKND本編の大雪の日をつくれやお節介はやめろ!に再登場している。